# Phrynarachne rugosa spongicolorata
Phrynarachne rugosa là một phân loài nhện trong họ Thomisidae.
Loài này thuộc chi Phrynarachne. Phrynarachne rugosa spongicolorata được miêu tả năm 1942 bởi Millot.